# Distretto di Bolu
Il distretto di Bolu (in turco Bolu ilçesi) è uno dei distretti della provincia di Bolu, in Turchia.